# Manta Trust
Le Manta Trust est un organisme de bienfaisance basé au Royaume-Uni qui a été créé en 2011 afin de coordonner les travaux de recherche et les efforts de conservation sur les raies mantas, leurs apparentés et leur habitat.
En tant que membre charismatique de la mégafaune, les raies mantas peuvent agir comme une espèce phare, en aidant à promouvoir et à mobiliser le public sur un message plus large de conservation des écosystèmes marins. Grâce à cette démarche pour la conservation, la raie manta, devient le catalyseur du changement, concourant à impliquer et motiver le grand public, les gouvernements locaux et les communautés.
Le Manta Trust, organisation non gouvernementale basée au Royaume-Uni, rassemble un certain nombre de projets à travers le monde, plus ou moins récemment mis en place, dans des pays comme la République des Maldives, le Sri Lanka, le Mexique et l'Indonésie. En agissant à long terme, le Manta Trust dispose d'études solides sur les populations de raies mantas dans ces régions, et a pour objectif de construire des bases solides de connaissances sur lesquelles les gouvernements, les ONG et les défenseurs de l'environnement peuvent prendre des décisions éclairées et efficaces pour assurer la survie à long terme de ces animaux et de leur habitat.
Le programme de la BBC News Protecting the fragile manta rays of the Maldives décrit le travail du Manta Trust dans les Maldives.